# Šindelná hora
Šindelná hora är ett berg i Tjeckien. Det ligger i den östra delen av landet, 190 km öster om huvudstaden Prag. Toppen på Šindelná hora är 1 123 meter över havet. Šindelná hora ingår i Hrubý Jeseník.
Terrängen runt Šindelná hora är huvudsakligen kuperad.Runt Šindelná hora är det glesbefolkat, med 11 invånare per kvadratkilometer. Närmaste större samhälle är Jeseník, 12,4 km norr om Šindelná hora. I omgivningarna runt Šindelná hora växer i huvudsak blandskog.